# 卢湾体育馆
卢湾体育馆是位於中華人民共和國上海市黃浦區肇嘉浜路128号的一個體育館。佔地7000平方米，座位有3500個。曾經為上海大鯊魚主場。

## 歷史
卢湾体育馆原本位於陕西南路139号，而且原名上海市体育馆。1958年，划歸盧灣區体委管理。1974年，由於新建的上海体育馆落成，上海市体育馆更名盧灣體育館。1983年，中华人民共和国第五届运动会举重比赛在該體育館舉辦，期間選手吴数德在該體育館打破56公斤级抓举世界纪录。为配合地铁工程和淮海中路商业改造，1992年2月，卢湾区政府决定拆迁舊體育館，並在肇嘉浜路另建新體育館。新体育馆於1997年建成。
2002年，上海大鯊魚在盧灣體育館奪得CBA總冠軍。2009年，上海大鯊魚主場搬離卢湾体育馆。2010年，上海男排和上海女排則將主場搬至盧灣體育館。